# Drasterius agnatus
Drasterius agnatus — вид жесткокрылых из семейства жуков-щелкунов.

## Распространение
В России распространён в южной части Хабаровской области и в Приморской крае. Также встречается на севере полуострова Кореи и в Японии на островах Хоккайдо, Хонсю, Сикоку и Кюсю.

## Описание
Жук в длину достигает всего 3-4 миллиметра. Тело имеет красновато-жёлтый окрас; голова, продольное пятно на переднеспинки, продольное пятно на надкрыльях у щитка и фигурная перевязь в их вершинной трети чёрно-коричневые; иногда чёрно-коричневый цвет полностью вытесняет коричнево-жёлтый; светлые только усики, лапки и низ. Весь опушен золотистыми волосками.
Первый сегмент усиков не уплощённый, цилиндрической формы. Задние углы переднеспинки несут очень короткий и сглаженный киль.

## Экология
Взрослых жуков можно встретить на травянистой растительности. Проволочники обитают в почве.